# Acalymma hirsutum
Acalymma hirsutum es un coleóptero de la familia Chrysomelidae.
Fue descrita en 1887 por Jacoby.